# White Light, White Heat, White Trash
| Оценки критиков | Оценки критиков |
| Источник        | Оценка          |
| --------------- | --------------- |
| Allmusic        | [ 1 ]           |
| Rolling Stone   | [ 2 ]           |

White Light, White Heat, White Trash — пятый альбом американской панк-рок-группы Social Distortion, выпущенный в сентябре 1996 года лейблом Epic Records. Продюсером альбома выступил Майкл Байнхорн. White Light, White Heat, White Trash является последним альбомом Social Distortion, над которым работал гитарист Деннис Дэнелл, умерший 29 февраля 2000 года от церебральной аневризмы в возрасте 38 лет. Также этот альбом был последним из записанных в Epic Records. Альбом занимал на тот момент высокие позиции в чартах и входил в список лучших альбомов Billboard 200 под номером #27. Стилистически альбом тяжелее по звучанию и предусматривался как возвращение к корням панка.
Заголовок альбома обыгрывает название диска White Light/White Heat, записанного группой The Velvet Underground в 1968 году.

## Музыка и тексты
Стилистически альбом является более тяжелым по звучанию и предусматривался как возвращение к корням панка. К моменту релиза диска Social Distortion существовала уже 15 лет. В это время музыка жанра переходила от хардкорного звучания Ramones к более мелодичному стилю роккабили-панк (англ. rockabilly punk), свойственному Элвису Пресли и Джонни Кэшу. С этими альбомом группа прошла полный круг по ужесточению своего звучания, поэтому White Light, White Heat, White Trash многие считает их самым сильным альбомом. Диск был удостоен 41-й позиции в списке 50 Greatest Punk Albums Ever журнала Kerrang!. Некоторые фанаты «старой школы» были разочарованы широкой ротацией первого сингла I Was Wrong на радио, так как это было равносильно переходу группы в мейнстрим. Однако, Social Distortion уже тогда являлась легендой жанра панк и продолжала получать уважение и поддержку.
Тексты Don't Drag Me Down и Down Here (w/the Rest of Us) имеют социальную направленность как некоторые песни из предыдущих альбомов группы. Социальная тема также отражена в I Was Wrong, Crown of Thorns и Pleasure Seeker. Композиции Dear Lover и When the Angels Sing, по мнению некоторых, были посвящены бабушке Несса.
В 2000 году Don't Drag Me Down вошла в саундтрек компьютерной игры Dave Mirra Freestyle BMX, разработанной кампанией Acclaim. В 2012 году группа Элизиум записала русскоязычную версию Don't Drag Me Down под названием «Дай им знать!» для своего мини-альбома Cover Day.
I Was Wrong является играбельной композицией в игре 2008 года Rock Band 2.

## Обложка
На обложке альбома изображена кукла для чревовещания, сфотографированная Леонардом Миязинаки. Задняя сторона также является фотографией работы Миязинаки, на которой изображены религиозные статуи. Внутренний вкладыш покрыт религиозными знаками и американской символикой, обозначающих слияние тем веры и панк-рока под влиянием стилистики 1950-х годов. Среди символов присутствуют игральная кость, автомобиль 50-х перед фасадом мотеля, пинап-девушка с ангельскими крыльями и нимбом, горящий крест и Святое сердце.

## Список композиций
Все песни написаны Майком Нессом, кроме Under My Thumb.
1. "Dear Lover" – 4:43
2. "Don't Drag Me Down" – 3:51
3. "Untitled" – 4:45
4. "I Was Wrong" – 3:58
5. "Through These Eyes" – 3:15
6. "Down on the World Again" – 3:22
7. "When the Angels Sing" – 4:15
8. "Gotta Know the Rules" – 3:28
9. "Crown of Thorns" – 4:15
10. "Pleasure Seeker" – 3:33
11. "Down Here (With the Rest of Us)" – 4:19
12. "Under My Thumb" (Мик Джаггер/Кит Ричардс) – 2:49 *

'*' бонусная композиция.

## Участники записи
- Майк Несс (как Майкл Несс) – вокал, гитара
- Деннис Дэнелл – ритм-гитара
- Джон Маурер — бас-гитара
- Брент Лайлс — бас-гитара
- Дин Кастроново — ударные (не указан на альбоме)
- Чак Бискутс — ударные (не участвовал в записи, но указан на альбоме как участник)
- Майкл Байнхорн — продюсер
- Джон Тревис — звукорежиссёр

## Позиции в чартах
Указанные рейтинговые позиции альбома и синглов взяты из северо-американского журнала Billboard.

### Альбом
| Год  | Альбом                               | Чарт          | Позиция |
| ---- | ------------------------------------ | ------------- | ------- |
| 1996 | White Light, White Heat, White Trash | Billboard 200 | #27     |

### Синглы
| Год  | Название               | Чарт                   | Позиция |
| ---- | ---------------------- | ---------------------- | ------- |
| 1996 | "I Was Wrong"          | Modern Rock Tracks     | #4      |
| 1996 | "I Was Wrong"          | Mainstream Rock Tracks | #12     |
| 1997 | "When The Angels Sing" | Modern Rock Tracks     | #33     |
| 1997 | "When The Angels Sing" | Mainstream Rock Tracks | #32     |

## Награды от прессы
| Издание       | Страна   | Награда                              | Год  | Позиция |
| ------------- | -------- | ------------------------------------ | ---- | ------- |
| Blender       | США      | 500 CDs You Must Own Before You Die  | 2003 | *       |
| Rock Hard     | Германия | Top 300 Albums                       | 2001 | 123     |
| Rolling Stone | Германия | The 500 Best Albums of All Time      | 2004 | 170     |
| Visions       | Германия | The Most Important Albums of the 90s | 1999 | 31      |

(*) неупорядоченный список.